# Georg Richter (Politiker, 1853)

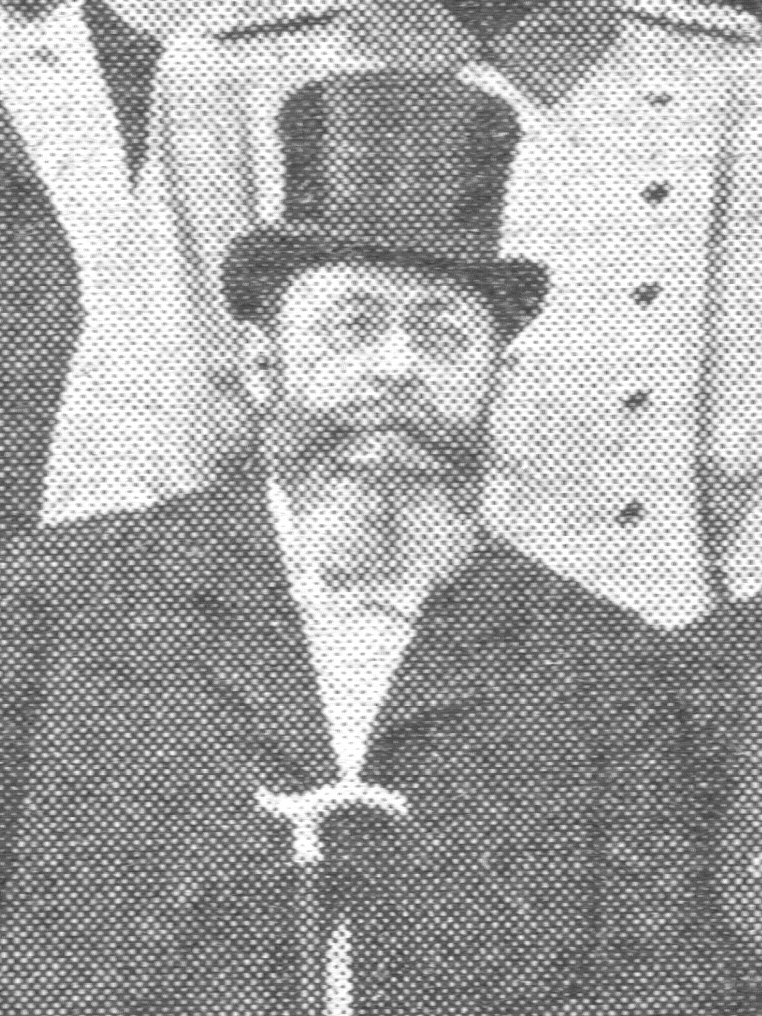
Georg Richter, 1906

Georg Richter (* 14. Mai 1853 in Frankfurt (Oder); † 14. Juni 1925 ebenda) war ein deutscher Verwaltungsjurist und Kommunalbeamter.   

## Leben
Als Sohn eines Juweliers und Goldschmiedes besuchte Richter Frankfurts Friedrichsgymnasium. Nach dem Abitur studierte er an der Friedrichs-Universität Rechtswissenschaft. 1872 wurde er im Corps Normannia-Halle aktiv. Als Inaktiver wechselte er an die Universität Leipzig, die Königliche Universität zu Greifswald und die Universität Jena. 
Ab 1882 war er besoldeter Stadtrat in seiner Heimatstadt. 1891 ging er als Oberbürgermeister nach Hirschberg. In Hirschberg war er Mitglied der Freimaurerloge Zur heißen Quelle. Dort wurde er 1902 im Amt bestätigt; aber nach seiner Wahl zum Oberbürgermeister von Frankfurt ging er zurück und wurde am 1. Oktober 1903 in das Amt der Stadt eingeführt. Seine zweite Amtsperiode trat er am 2. Februar 1915 an. Qua Amt saß er in der „OB-Fraktion“ des Preußischen Herrenhauses. Während seiner Amtszeit wurde unter anderem eine Stadtbücherei (eröffnet 1906), ein Realgymnasium (eingeweiht 1911, heute Karl-Liebknecht-Gymnasium) und der Hohenzollernplatz (heute Platz der Einheit) errichtet. Ebenfalls wurden der Süd- und Nordgiebel des Rathauses restauriert und ein Anbau errichtet. Weiterhin wurde 1910 ein Denkmal für den Dichter Heinrich von Kleist aufgestellt. Am 1. Februar 1917 schied Richter gesundheitsbedingt aus dem Amt.
Richter wurde im Erbbegräbnis auf dem Alten Friedhof Frankfurt beigesetzt. Ein Sohn war der spätere Generalleutnant Wilhelm Richter (1892–1971).